# Tinton Falls
Tinton Falls és una població dels Estats Units a l'estat de Nova Jersey. Segons el cens del 2007 tenia 19.158 habitants.

## Demografia
Segons el cens del 2000, Tinton Falls tenia 15.053 habitants, 5.883 habitatges, i 3.976 famílies. La densitat de població era de 372,8 habitants/km².
Dels 5.883 habitatges en un 34,1% hi vivien nens de menys de 18 anys, en un 56% hi vivien parelles casades, en un 9,2% dones solteres, i en un 32,4% no eren unitats familiars. En el 27,2% dels habitatges hi vivien persones soles el 7,3% de les quals corresponia a persones de 65 anys o més que vivien soles. El nombre mitjà de persones vivint en cada habitatge era de 2,51 i el nombre mitjà de persones que vivien en cada família era de 3,11.
Per edats la població es repartia de la següent manera: un 25,5% tenia menys de 18 anys, un 5,2% entre 18 i 24, un 36,4% entre 25 i 44, un 22,1% de 45 a 60 i un 10,8% 65 anys o més.
L'edat mediana era de 37 anys. Per cada 100 dones de 18 o més anys hi havia 86,2 homes.
La renda mediana per habitatge era de 68.697 $ i la renda mediana per família de 79.773 $. Els homes tenien una renda mediana de 58.098 $ mentre que les dones 37.857 $. La renda per capita de la població era de 31.520 $. Aproximadament el 2,6% de les famílies i el 3,9% de la població estaven per davall del llindar de pobresa.

## Poblacions més properes
El següent diagrama mostra les poblacions més properes.